# 郭昊鈞
郭昊鈞 （1992年10月27日－），英文名Terry，男演員，模特，生於台灣。2016年畢業於中國文化大學。現今主要在中國發展，2019年《唐小小的魔法天台》為其代表作，2020年《暮白首》是他首部主演的電視劇。

## 經歷
2019年騰訊《唐小小的魔法天台》是他第一部在中國擔任主角的網路電影，飾演張六一，同年《食神八戒》播出，飾演秦單一角，這兩部戲讓他開始累積知名度。而在2020年6月與任嘉倫等人共同主演的暮白首播出，他飾演陸一舟一角，這是他首部在中國的電視劇作品。

## 影視作品

### 電視劇
| 年份   | 電視台      | 劇名                      | 角色   | 備註   |
| 2016年 | 東森超視    | 惡作劇之吻 (2016年電視劇) | 郭昊鈞 |        |
| 2020年 | 湖南衛視    | 幸福，觸手可及！          | 傅春來 |        |
| 2020年 | 優酷        | 長相守                    | 軒本復 |        |
| 2020年 | 愛奇藝/優酷 | 暮白首                    | 陸一舟 |        |
| 2021年 | 優酷        | 一見傾心                  | 徐城   |        |
| 2022年 | 芒果TV      | 對方正在輸入中            | 超然   |        |
| 2023年 | 愛奇藝      | 長風渡                    | 楊文昌 |        |
| 2023年 | 央視八套    | 畫眉                      | 徐長生 |        |
| 2024年 |             | 仙劍四                    | 鏡塵   | 網絡劇 |
| 2024年 |             | 少年白馬醉春風            | 晏別天 | 網絡劇 |
| 2024年 |             | 夜城賦之離生              | 司挽   | 網絡劇 |
| 2025年 | 愛奇藝      | 仙台有樹                  | 岳勝   | 網絡劇 |
| 2025年 | 愛奇藝      | 臨江仙                    | 文華藏 | 網絡劇 |
| 2025年 | 芒果TV      | 罪嫁                      | 樊星序 | 網絡劇 |

### 電影
| 年份   | 片名               | 角色   | 備註 |
| 2016年 | 王牌御史之獵妖教室 | 西門   |      |
| 2019年 | 唐小小的魔法天台   | 張六一 |      |
| 2019年 | 食神八戒           | 秦單   |      |

### 網路劇
| 年份   | 電視台 | 劇名           | 角色   | 備註 |
| 2020年 | 優酷   | 當你戀愛時     | 江川   |      |
| 2023年 | 優酷   | 燕山派與百花門 | 蒼山遠 |      |
| 2023年 | 優酷   | 青雀成凰       | 嚴詢蒼 |      |
| 2024年 | 愛奇藝 | 仙剑四         | 镜尘   |      |
| 2024年 | 優酷   | 少年白馬醉春風 | 晏別天 |      |

### 綜藝節目
| 年份   | 播出平台   | 節目名稱            | 備註      |
| 2013年 | 超視       | 金頭腦              | 第76~78集 |
| 2013年 | 中天綜合台 | 大學生了沒          | 第1656集  |
| 2014年 | 貴州衛視   | 非常完美 (電視節目) | 12月12日  |
| 2015年 | 年代MUCH台 | 校花來了            |           |
| 2019年 | 愛奇藝     | 王牌来了            | 第1期     |

## 媒體作品

### 廣告代言
| 年份 | 品牌名稱 | 性質       | 備註 |
| 2020 | 膚麗思可 | 品牌體驗官 |      |

## 新聞報導
2013年5月5日 蘋果日報

## 外部
- 郭昊钧的新浪微博
- 郭昊鈞的Facebook專頁
- 郭昊鈞在豆瓣上的资料（简体中文）
- 郭昊钧的愛奇藝泡泡 （页面存档备份，存于）